# Chòi mòi Bắc Bộ
Chòi mòi Bắc Bộ (danh pháp: Antidesma tonkinense) là một loài thực vật có hoa trong họ Diệp hạ châu. Loài này được Gagnep. mô tả khoa học đầu tiên năm 1923.